# Medicà Daniel
El medicà (o minihuracà) Daniel, també conegut com a el cicló Daniel, va ser el cicló tropical mediterrani més mortífer de la història registrada, així com el cicló tropical més costós registrat fora de l'oceà Atlàntic nord. Formant-se com un sistema de baixa pressió al voltant del 4 de setembre del 2023, el minihuracà va afectar Grècia, Bulgària i Turquia amb grans inundacions. La tempesta es va estendre llavors com una baixa mediterrània i va ser designada com a Medicà Daniel. Aviat va adquirir característiques quasi tropicals i es va traslladar cap a la costa de Líbia, on va provocar inundacions catastròfiques abans de degenerar en una baixa resta. El Daniel va ser el resultat d'un bloc omega ; una zona d'alta pressió entre dues zones de baixa pressió, amb les isòbares formant com la lletra grega omega (Ω).
A Grècia, les fortes pluges van provocar inundacions que van causar danys de més de dos mil milions d'euros, convertint-la en la tempesta més costosa registrada. Líbia va ser l'estat més afectat, amb pluges torrencials que van provocar el rebentament de dues preses prop de la ciutat de Derna. Això va provocar més de quatre mil morts, amb entre 10.000 i 100.000 persones desaparegudes, tot i que les xifres exactes varien segons la font. La vulnerabilitat de Líbia davant aquests desastres es va atribuir a la seva guerra civil, que va danyar les infraestructures crítiques i la va deixar en males condicions abans del medicà. Com a conseqüència, diversos països de la conca mediterrània es van comprometre a donar ajuda als països afectats.

## Història meteorològica
Una àrea de baixa pressió desenvolupada sobre el mar Jònic amb la seva temperatura superficial dins del rang de transició tropical. El 4 de setembre del 2023 es va traslladar terra endins sobre la península dels Balcans que va provocar pluges torrencials, sobretot a la regió de Tessàlia. El sistema es va convertir en un cicló mediterrani l'endemà, i va ser nomenat Tempesta Daniel pel Servei Meteorològic Nacional Hel·lènic. Daniel va passar a un cicló tropical mediterrani el 9 de setembre. Durant els dies següents, el sistema es va moure cap al sud-est, assolint el pic com una tempesta subtropical amb vents registrats per instruments a Metop a 45 nus (83 km/h).
La tempesta va tocar terra a prop de la ciutat de Bengasi a Líbia l'1 de setembre. Daniel es va dirigir cap a l'est i va continuar terra endins abans de degenerar en una àrea de baixa pressió més tard. El medicà es va dissipar el 12 de setembre. L'escalfament global també pot haver influït en el bloqueig atmosfèric de latituds mitjanes a l'estiu, que va provocar el medicà Daniel i una altra baixa de nucli fred que va provocar inundacions a Espanya.

## Impacte
| País     | Defuncions  | Danys USD        |
| -------- | ----------- | ---------------- |
| Grècia   | 17          | 2,14 mil milions |
| Turquia  | 7           | --               |
| Bulgària | 4           | --               |
| Líbia    | 4.333 o més | 19 mil milions   |

### Grècia
El 5 de setembre, les inundacions a Tessàlia van matar almenys una persona. El mateix dia el poble de Zagora va rebre 1.092 mil·límetres de pluja, 55 vegades més que la pluviometria mitjana del país durant el mateix mes. Portaria també va registrar un nou rècord de pluges de 884 mm (34,8 en). No es van poder mesurar més pluges perquè l'estació meteorològica va quedar fora de servei. El 6 de setembre el riu Krafsidonas, que neix a Pèlion, va desbordar les seves ribes a Volos i va destruir un pont i una residència d'avis, mentre arrossegava cotxes, autobusos, arbres i altres deixalles pel seu camí.
El 7 de setembre es va tancar l'autopista principal entre Atenes i Tessalònica i es van suspendre els serveis de tren entre les dues ciutats. A Tessàlia, més de 800 persones van haver de ser rescatades enmig d'edificis i ponts col·lapsats i pobles submergits. A Larissa, després que les pluges acabessin el dia 8 de setembre, l'aigua va continuar pujant quan el riu Pineios va desbordar els seus marges fins a assolir un nivell de 9,5 metres en comparació amb el nivell normal de 4. A la vall de Tempe, el nivell de l'aigua va pujar uns 18 metres, arribant al nivell d'un pont penjant.
Un home va morir a Volos quan un mur es va esfondrar a sobre, i a la zona propera de Pèlion es va descobrir el cos d'una anciana el 6 de setembre, mentre que quatre persones van ser donades per desaparegudes. Almenys sis pobles de la serralada del Pèlion i els seus voltants van patir danys enormes.

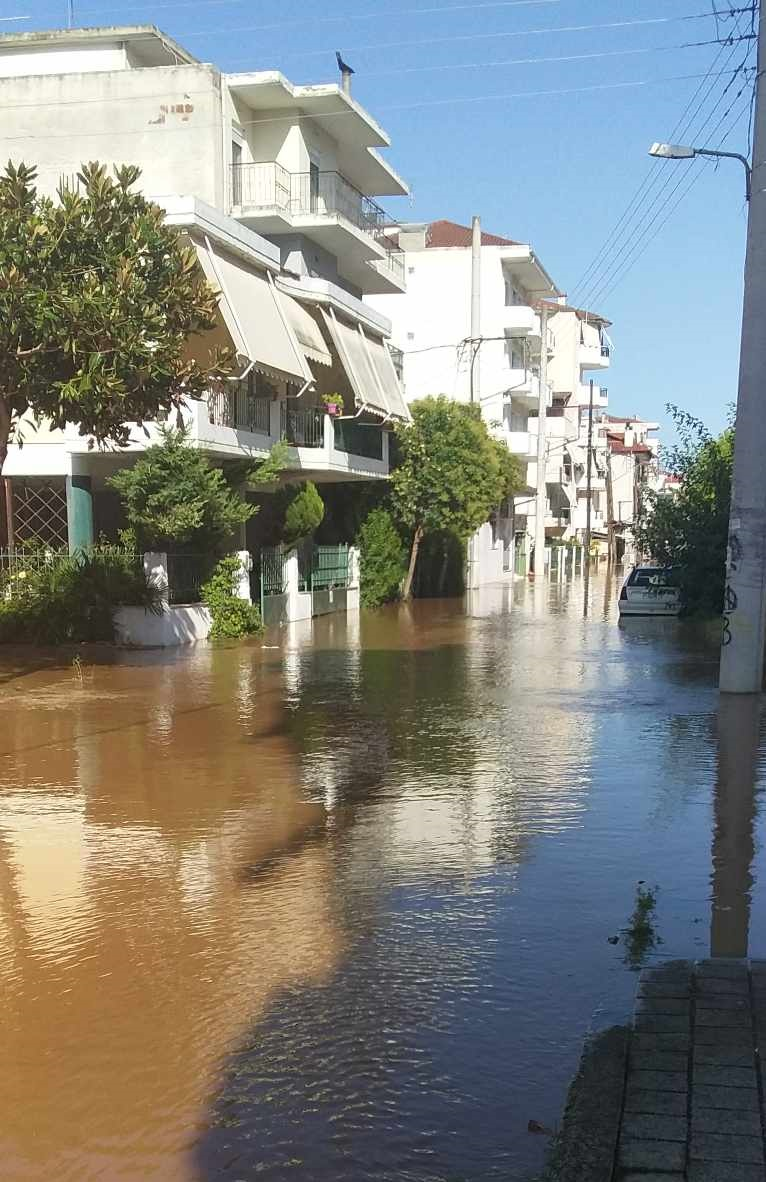
Un carrer inundat a Larissa, Grècia

Des que van començar les pluges, es va activar el Servei de Cartografia Ràpida del Programa Copèrnic per a la zona inundable de Grècia. A partir de les dades de Sentinel-1, el 7 de setembre l'àrea d'inundació comprenia unes 73.000 hectàrees. Els meteoròlegs i les meteoròlogues van classificar el cicló com el pitjor sofert per Grècia des que van començar els registres el 1930. Les inundacions de Tessàlia, que subministra al voltant del 15% de la producció agrícola de Grècia, van destruir els conreus de l'anyada i van causar greus danys a llarg termini, ja que l'espessa capa de fang farà que el sòl sigui infèrtil. Fins d'aquí a cinc anys no tornaran a recuperar-se totalment. El governador de Tessàlia, Kostas Agorastos, va declarar a l'Hellenic Broadcasting Corporation (ERT) que es calcula que els danys de la tempesta a la regió superaran els 2.000 milions d'euros. El 16 de setembre, el nombre de morts al país havia augmentat a disset. Entre els morts hi havia una parella austríaca que va quedar atrapada en una casa de vacances que va ser arrasada per les inundacions a Potistika, prop de Pèlion, el 6 de setembre.
La policia va prohibir els viatges a Volos, alguns pobles de Pèlion i la propera illa d'Escíatos. Les autoritats també van enviar alertes als habitants d'altres zones del centre de Grècia, a les illes Espòrades i a l'illa d'Eubea prop d'Atenes, advertint-los que limitessin els seus moviments a l'aire lliure, mentre que es preveia que les tempestes continuessin almenys fins a la tarda del 7 de setembre.
Dies més tard, el secretari d'estat per a la Crisi Climàtica i la Protecció Civil, Evangelos Tournas, va informar el Parlament hel·lènic que es van trobar 110.000 animals morts i 135.000 aus de corral es van registrar com a desaparegudes a tot Tessàlia.

### Turquia
Durant els primers dies de la tempesta, cinc persones van morir a Turquia durant les inundacions a İğneada, província de Kırklareli. Les morts van passar a les proximitats del parc nacional dels boscos de la plana inundable d'İğneada en un establiment de bungalous sense llicència. L'augment de les aigües portava troncs d'un negoci forestal proper, els quals van arrossegar les cases, mentre anaven derruint els edificis i matant la gent.
El 6 de setembre, els districtes d'Ikitelli, Arnavutköy, Başakşehir i Küçükçekmece a Istanbul es van inundar a causa de les fortes pluges. Dues persones van morir a Başakşehir i Küçükçekmece, i 31 més van resultar ferides. Les víctimes eren un ciutadà guineà que va quedar atrapat al seu habitatge del soterrani a Küçükçekmece, l'altra era una dona que va morir després de ser arrossegada per les inundacions allà mateix. Més de 1.750 habitatges i comerços de la ciutat es van veure afectats. El governador d'Istanbul, Davut Gül, va declarar que la ciutat va rebre precipitacions aproximadament equivalents a les que s'esperarien durant tot el setembre en l'espai de sis hores. També va dir a les xarxes socials que les autoritats oferirien allotjament i seguretat a la gent afectada per les inundacions.

### Bulgària

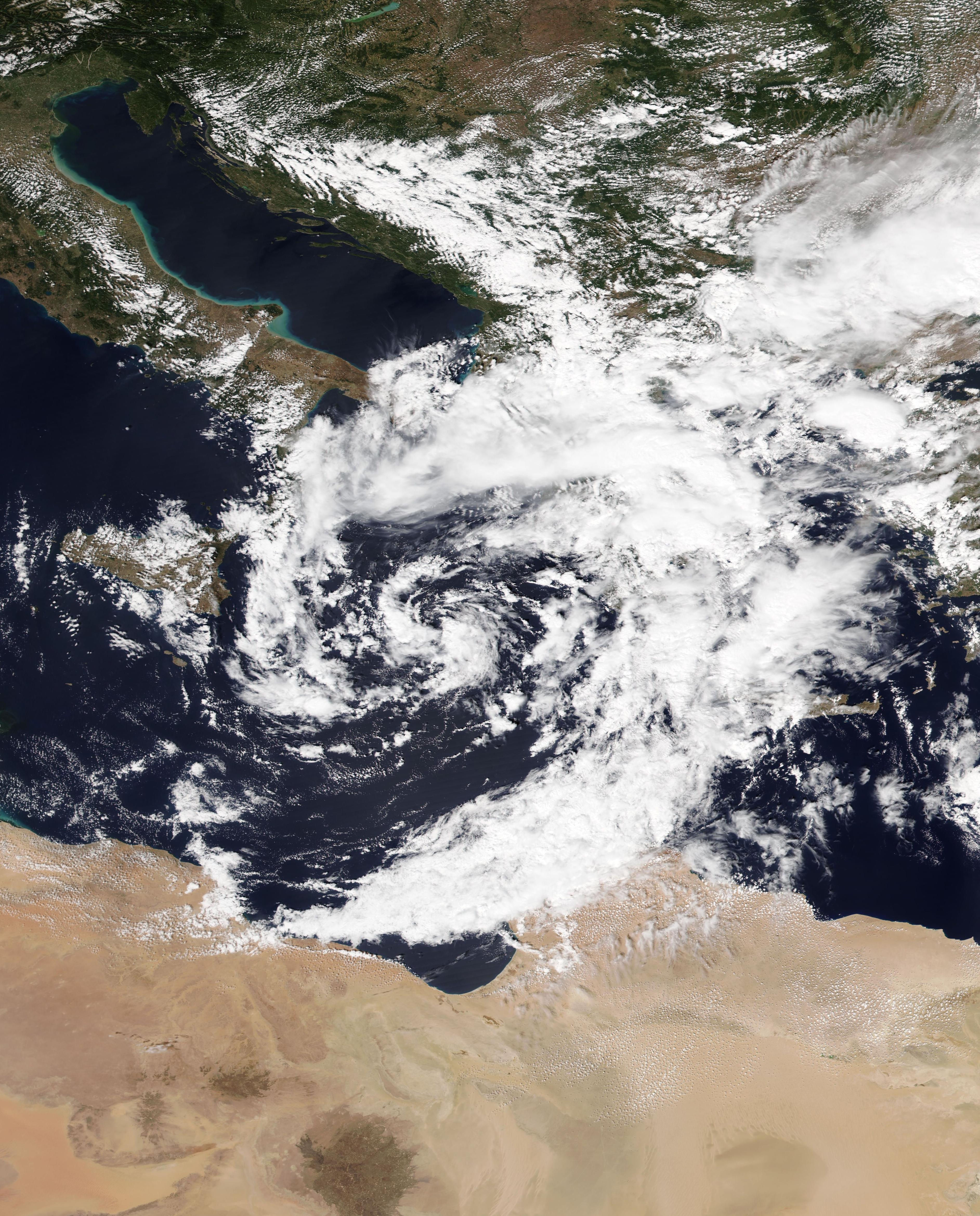
Medicà Daniel el 5 de setembre del 2023

Els pobles de la costa de la mar Negra i prop de la província de Burgàs, inclosos Kosti i Arapya, van quedar submergits, forçant les evacuacions. Tres persones van ser escombrades després de l'ensorrament d'un pont a la zona de Tsarevo i una altra persona es va ofegar a prop de la ciutat.
Les precipitacions a Kosti van ser de 311 mil·límetres (el 420% de la mitjana mensual de setembre), a Ahtopol van ascendir a 196 mil·límetres (el 350% de la mitjana mensual) i a Gramatikovo a 275 mil·límetres (el 368% de la mitjana mensual). A Tsàrevo, s'esperava que les pluges establissin un rècord nacional, amb330 mil·límetres de precipitació en 20 hores (un 40% de la mitjana anual ). Les inundacions a la ciutat van fer que les autoritats declaressin l'estat d'emergència.
Una tromba d'aigua insòlita, d'aproximadament 80 metres, es va observar al mar a prop de Tyulenovo, al nord-est del país.
Tota la regió sud de la costa del mar Negre de Bulgària es va veure afectada pel desastre. La majoria dels rius de la regió van desbordar els seus marges i diversos ponts van ser destruïts, causant greus problemes de transport i rescat a més de 4.000 habitants i turistes, segons la ministra de Turisme, Zaritsa Dinkova.

### Líbia

Mapa polític de Líbia (juny del 2020)

#### Preparatius
Osama Hamada, primer ministre del Govern d'Estabilitat Nacional que controla l'est de Líbia, va declarar l'estat d'emergència el 9 de setembre i va suspendre les classes per precaució. La National Oil Corporation també va anunciar el tancament duant tres dies de quatre ports petroliers, inclosos Ras Lanuf, Zuwetina, Brega i Sidra. Les instal·lacions de Ras Lanuf, Brega i Sidra van reobrir el 12 de setembre, mentre que el port de Zuwetina va reobrir el 13 de setembre.

#### Fallades de la presa de Derna
A Líbia, almenys 4.333 persones van morir, la majoria a la ciutat de Derna i als voltants després que les preses de Derna (també conegudes com a Belad) i Mansour (o Abu Mansour) s'esfondressin, vessant uns 30 milions de metres cúbics d'aigua. Van causar danys catastròfics a tota la zona després que el Wadi Derna desbordés els seus marges uns 50 metres a cada costat. Trenta mil habitants van ser desplaçats.
Abans del medicà, els residents no podien sortir de casa seva perquè les autoritats van imposar un toc de queda cautelar a les 22:00 del 10 de setembre. La població va recordar haver escoltat fortes explosions en el moment en què van esclatar les preses. Un vídeo mostrava la inundació arribant a Derna poc abans de les 03:00 de l'11 de setembre. El primer ministre Hamada va declarar que els barris residencials van ser escombrats. Els vídeos publicats a les xarxes socials mostraven cotxes submergits en el diluvi. Quatre ponts també es van ensorrar, mentre que el ministre d'aviació d'Hamada, Hisham Chkiouat, va declarar que Derna semblava que havia estat colpejat per un "tsunami". També va dir que el 25% de la ciutat havia "desaparegut", amb grans parts de la ciutat arrossegades fins a la mar Mediterrània.

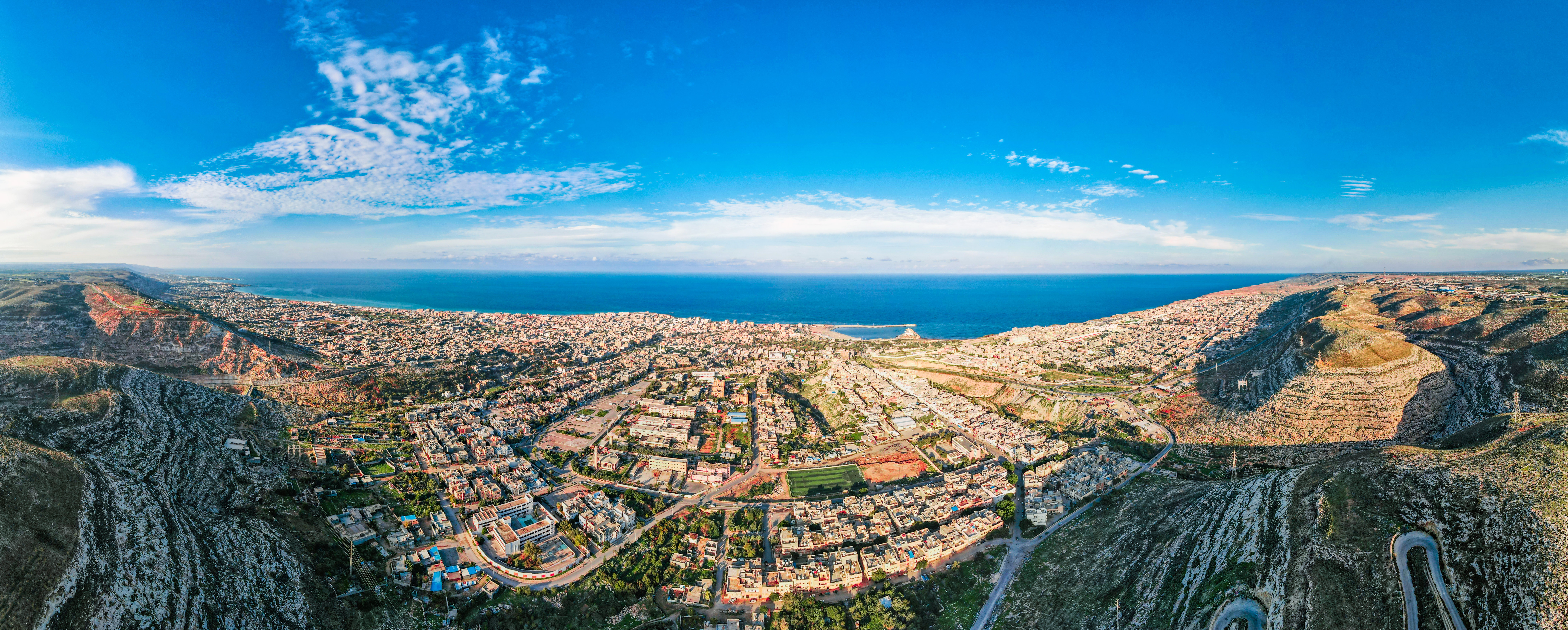
Vista de Derna el desembre de 2020. La segona presa és visible a l'extrem centre-esquerra.

El ministre de Salut d'Hamada, Othman Abduljalil, va dir que només a Derna hi havia 6.000 persones desaparegudes. L'alcalde de Derna, Abdulmenam Al-Ghaithi, va dir a al-Arabiya que el nombre final de morts a la ciutat podria oscil·lar entre 18.000 i 20.000, equivalent a una cinquena part de la població de la ciutat. Només tres dels deu districtes de la ciutat van escapar de les inundacions, mentre que cinc de les set rutes d'entrada a Derna es van fer inaccessibles. L'enfonsament dels ponts al llarg del Wadi Derna va dividir efectivament la ciutat en dos. Els funcionaris van dir que dels 6.142 edificis de Derna, un total de 1.500 van patir danys, dels quals 891 van quedar totalment destruïts, 211 parcialment destruïts i els 398 restants van quedar submergits en fang. Es calcula que uns sis quilòmetres quadrats (2,3 milles quadrades) de terreny a la ciutat van ser inundats.
Els hospitals de la ciutat van quedar inoperatius mentre les morgues s'omplien, cosa que va fer que els cossos fossin disposats als afores i a la plaça principal de la ciutat. Més de 300 cossos van ser enviats a una morgue de Tobruk per fer front a l'amuntegament. Més de 1.000 cossos van ser enterrats posteriorment en fosses comunes. Es van enviar equips de l'armada per recuperar els cossos arrossegats al mar per les inundacions. Els dies següents es van trobar almenys 200 cossos arrossegats fins a 20 quilòmetres de Derna. Uns altres es van trobar a més de 100 quilòmetres de la ciutat. Desenes de víctimes van ser quedar atrapades als seus cotxes al mar. Un supervivent va ser rescatat després de ser trobat a uns 20 quilòmetres de la costa de Derna.
L'envergadura del desastre a Derna es va atribuir a dècades d'abandonament de la regió pel règim de Muammar Gaddafi, seguit de la ciutat esdevenint un camp de batalla durant la guerra civil i la intervenció concurrent de l'OTAN als anys 2010. Com a resultat, el país va quedar dividit entre dos governs rivals a l'oest i l'est. Després de l'enderrocament de Gaddafi, la ciutat va canviar de mans quatre vegades. Les preses col·lapsades van ser construïdes per l'empresa iugoslava Hidrotehnika-Hidroenergetika entre 1973 i 1977 per controlar les inundacions, regar les terres agrícoles i subministrar aigua a les comunitats properes. Es van descriure com a dics de terraplè farcits d'argila amb una alçada de 75 metres i 45 metres respectivament.
La presa de Mansour (o Abu Mansour) tenia una capacitat d'emmagatzematge d'aigua d'1,5 milions de metres cúbics, mentre que la presa de Derna (o Belad) aigües amunt tenia una capacitat de 22,5 milions de metres cúbics (1,5 milions de metres cúbics, segons una altra font).
Les dues preses van patir danys importants en una tempesta el 1986 i es van informar d'esquerdes a les dues estructures el 1998. El tinent d'alcalde de Derna va dir que les preses no havien estat objecte de manteniment des de l'any 2002 i que no estaven construïdes per suportar aquests volums d'aigua. La manca de manteniment es va produir malgrat la destinació de més de dos milions d'euros a aquesta finalitat els anys 2012 i 2013. Tanmateix, una empresa de construcció turca anomenada Arsel Construction Company Limited va afirmar que havia estat contractada per fer treballs de manteniment a la presa i construir-ne una altra el 2007, dient que havia completat les seves tasques el 2012. Els funcionaris libis van negar aquestes afirmacions, dient que l'empresa va aturar la feina després de l'esclat de la guerra civil el 2011.
El 2022 un investigador de la Universitat Omar Al-Mukhtar de Bayda, Líbia, havia advertit en un document que les preses necessitaven una atenció urgent, assenyalant que hi havia "un alt potencial de risc d'inundació". També va demanar als funcionaris que reprenguessin urgentment el manteniment de les preses, afirmant profèticament que "(en) una gran riuada, els resultats serien catastròfics". Se sabia que el Wadi Derna era propens a les inundacions, després d'haver experimentat quatre grans inundacions entre 1942 i 2011. Es creu que l'enfonsament de la presa de Derna, situada a la convergència de dues valls fluvials, va provocar que les aigües es precipitessin dotze quilòmetres cap al mar i van fer esclatar la presa de Mansur, que ja estava molt pressionada per la pujada del nivell d'aigua al seu embassament, al llarg de la llera. Representants de la Creu Roja van dir que la fallada de les preses va produir onades amb una alçada de set metres.

#### En altres indrets
A Al Abraq van caure uns 170 mil·límetres de pluja. Segons testimonis, les aigües de la inundació van pujar fins a tres metres. Les inundacions també es van produir a Tobruk, Tacnis, Al-Bayada, Battah, Qandulah, i Mechili així com a tot el districte d'Jabal al Akhdar i a Misrata, a l'oest. A Al-Wardiya, almenys 20 de les 50 cases del poble van ser arrasades per les inundacions. Es va informar que almenys 27 persones van morir i moltes més estaven desaparegudes. Hi va haver 19 morts a Susa, set a les ciutats d' Omar al-Mokhtar i Shahhat i una a Marj. Vuit persones més van morir a Alfaydia. A Bayda, els hospitals van ser evacuats a causa de les importants inundacions provocades pel Daniel. Van morir 200 persones i desenes ser donades per desaparegudes. A la ciutat van caure uns 414 mil·límetres de pluja, equivalent al 77% del seu total mitjà anual. Al voltant de 5.000 habitatges, 35 quilòmetres de carreteres i 20 quilòmetres de línies de drenatge a la ciutat van patir danys. A Marawa, unes 60 granges van ser destruïdes.
Igualment, hi va haver danys a jaciments arqueològics a l'est de Líbia. Diverses estructures i artefactes in situ a les ruïnes de Cirene van ser colgats pel fang o arrossegats aigües avall a la regió de Mansura. Les inundacions també van revelar porcions i restes no excavades anteriorment. L' International Crisis Group va advertir que el lloc estava en risc de col·lapse, citant l'erosió de les parets exteriors del lloc, dels canals de drenatge i de les aigües residuals contaminades que flueixen a través de les ruïnes. També es van registrar danys als jaciments arqueològics d'Apol·lònia i Athrun, on algunes restes van ser arrossegades al mar.

#### Impacte a nivell estatal
El desastre va ser considerat com el pitjor que va afectar la regió de Cirenaica des del terratrèmol de Marj de 1963. Es van donar xifres contradictòries pel que fa al nombre de víctimes. El 26 de setembre de 2023, les autoritats líbies van parlar que almenys 4.199 persones van morir a causa de la tempesta a Líbia, 170 de les quals fora de Derna, mentre que entre 10.000 i 100.000 més haurien desaparegut, incloent set membres de l' Exèrcit Nacional Líbi. Abans d'això, inicialment les Nacions Unides van informar que més d'11.000 persones havien mort, basant-se en les xifres de la Mitja Lluna Roja Líbia. No obstant això, aquesta darrera agència va rebutjar les afirmacions, dient que les autoritats líbies van publicar números oficials. Al voltant de 7.000 persones van resultar ferides i 46.000 van ser desplaçades, incloent més de 16.000 nens i nenes. També es van veure afectades 117 escoles, quatre van quedar totalment destruïdes i 80 més van patir danys parcials. Deu hospitals i 20 centres mèdics més es van veure obligats a tancar per la tempesta. Tres voluntaris de la Mitja Lluna Roja Líbia van morir mentre feien front a les inundacions. El mariscal de camp Khalifa Haftar, el governant de facto de l'est de Líbia, va qualificar els danys d'"enormes" i "difícils de descriure o mesurar".
La Federació de Futbol de Líbia va confirmar la mort de quatre jugadors de les seves lligues, a saber Shaheen Al-Jamil, membre del club de la Premier League Al Tahaddi amb seu a Bengasi, Monder Sadaqa, del club de la Premier League Darnes amb seu a Derna, i els germans Saleh i Ayoub Sasi, que eren membres de l'equip juvenil de Darnes. Un cinquè jugador, Ibrahim Al-Qaziri del club de Segona Divisió Nusour Martouba, també hi va morir, segons la BBC. L'estadi Derna també va patir greus danys per les inundacions.
Més de 400 estrangers van morir durant les inundacions, inclosos almenys 276 migrants del Sudan. Un membre de la comunitat sudanesa de Derna va dir que 700 famílies sudaneses de la ciutat havien estat desplaçades per les inundacions. 145 ciutadans egipcis, i 23 palestins. L'Observatori Sirià dels Drets Humans va estimar que almenys 42 sirians també van morir a la tempesta i va afegir que el nombre total de morts podria arribar als 150.
L'Organització Meteorològica Mundial va dir que les víctimes causades per les inundacions s'haurien pogut evitar si hi hagués un servei meteorològic funcional a Líbia. Va afegir que els seus intents d'ajudar les autoritats líbies s'havien vist obstaculitzats per la situació d'inseguretat imperant. El cap del servei d'ajuda de les Nacions Unides, Martin Griffiths, estimava que 884.000 persones al país necessitaven assistència, mentre que gairebé 300.000 infants estaven en risc d'exposició a malalties, violència i explotació així que acabessin les inundacions.
La companyia estatal de correus i telecomunicacions va dir que la tempesta va tallar el cable d'Internet submarí que unia Líbia amb Europa, barrant "completament" les comunicacions internacionals del país. L'Autoritat de Carreteres i Ponts de Líbia va avaluar que el 70% de la infraestructura civil de les zones afectades va ser destruïda per la tempesta, amb el 80% del sistema d'aigua fora de servei i el 50% de totes les carreteres, mentre que un total d'onze ponts es van esfondrar.

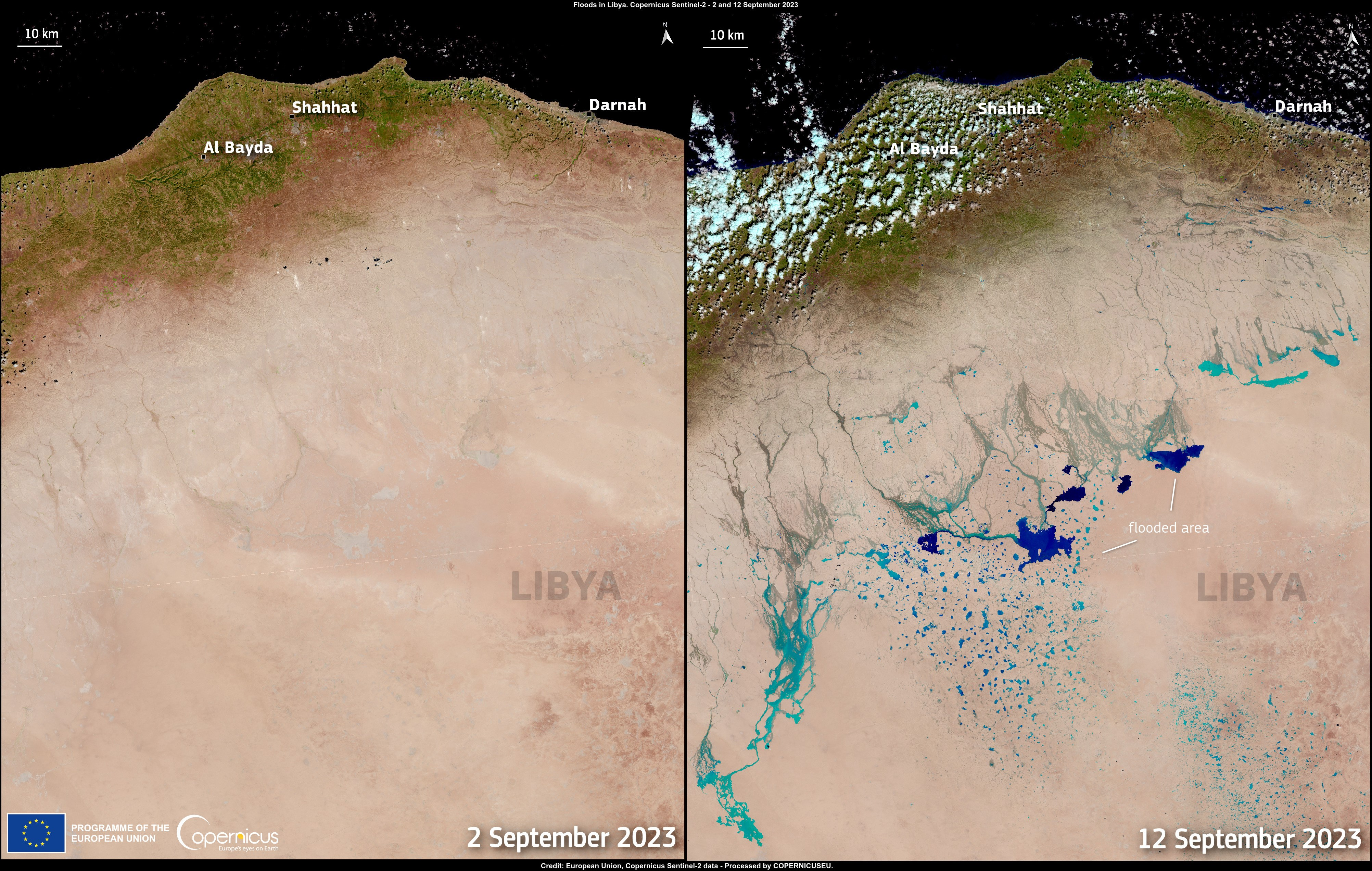
Imatges de satèl·lit de Líbia del setembre de 2023

### Egipte
Daniel va arribar a Egipte l'11 de setembre, quan alguns indrets de la regió nord-oest del país van experimentar pluges moderades.
Quan les restes de Daniel van arribar al delta del Nil i al Caire, els residents de tot el país van informar d'una olor inusual el 12 de setembre. Manar Ghanem, representant del centre de mitjans de l'Autoritat meteorològica egípcia, va refutar qualsevol connexió entre el fenomen i Daniel, però va assenyalar que la tempesta havia provocat pols, pluja i fluctuacions meteorològiques.

### Israel
Les restes de Daniel van arribar a Israel el 13 de setembre, provocant pluges localitzades inusualment intenses. Es van informar de danys materials lleus i de l'aparició d'una sèrie de dolines, però sense ferits.

## Conseqüències

### Líbia

#### Reaccions domèstiques
El Consell Presidencial Líbi amb seu a Trípoli va declarar "zones catastròfiques" les ciutats de Derna, Shahhat i Bayda, mentre que el Ministeri de Salut amb seu a Trípoli va enviar un avió amb 14 tones d'equip mèdic, medicaments, bosses per a cadàvers i personal a Bengasi el dia 12 de setembre. La Cambra de Representants (HoR) amb seu a Bengasi, que controla la majoria de les zones afectades, va declarar tres dies de dol nacional, així com el Govern d'Unitat Nacional (GNU) reconegut internacionalment amb seu a Trípoli liderat pel primer ministre Abdulhamid al-Dbeibah. Dbeibah va prometre una investigació sobre els extensos danys, així com l'assignació d'uns 515 milions de dòlars per ajudar a reconstruir Derna i Bengasi, mentre la Cambra de Representants va donar a conèixer un pressupost de gairebé 2.000 milions de dòlars per als esforços de socors. Dbeibah també va anunciar l'establiment d'un minuciós procés d'avaluació de l'ajuda exterior, dient que "només acceptarien l'ajuda que es considerés necessària".
El 14 de setembre, Dbeibah va assumir la responsabilitat de l'enfonsament de la presa i la manca de manteniment. El 15 de setembre, el fiscal general de Líbia al-Sediq al-Sour (HoR) va anunciar que obriria una investigació sobre el desastre de Derna. Abdulmenam Al-Ghaithi va ser suspès del seu càrrec com a alcalde de Derna, mentre que tot l'ajuntament va ser destituït i sotmès a investigació per ordre del primer ministre Hamada. Més tard, Serour va ordenar la detenció de Ghaithi, dos membres de l'ajuntament de Derna i 17 funcionaris responsables dels recursos hídrics i la gestió de la presa per sospita de "mala gestió" i negligència.
Els canals de televisió d'arreu del país van fer una emissió conjunta per primera vegada per recollir donacions. La ciutadania líbia també va respondre a les crides d'ajuda a les xarxes socials, amb persones tan llunyanes com Zawiya, al territori controlat per GNU a l'oest de Trípoli, oferint-se voluntàries per anar a Derna per donar suport en els esforços de socors.
Les Nacions Unides van assenyalar que els governs rivals s'havien coordinat entre ells pel que fa als esforços de socors. El 13 de setembre, una delegació ministerial de GNU va sortir de Trípoli per avaluar els danys a Derna. Paral·lelament, van sorgir informes de l'Exèrcit Nacional Libi, comandat per Khalifa Haftar, que impedia que els periodistes entressin a la ciutat i els va confiscar els telèfons. El mateix Haftar va prometre promocions als soldats que van participar en els esforços de socors. Els primers combois de socors van arribar a Derna a finals del 12 de setembre. El 14 de setembre, el port de Derna va ser reobert als vaixells amb un calat mínim de 6,5 metres que lliuraven ajuda humanitària, mentre es restablia l'electricitat a la part occidental de la ciutat. El mateix dia, el Servei d'Emergències i Ambulàncies de Líbia va anunciar que els residents restants de Derna havien de ser evacuats i la ciutat tancada, excepte els equips de recerca i rescat. El 18 de setembre, la GNU va anunciar l'inici de la construcció d'un pont temporal a través del Wadi Derna. L'administració dirigida per l'HoR va anunciar que es celebraria una conferència internacional a Derna els dies 1 i 2 de novembre per discutir els plans per a la seva reconstrucció. També va anunciar l'establiment d'un fons per a la reconstrucció de Derna i un pla d'indemnització per als desplaçats, amb els residents les cases dels quals van ser destruïdes reben 100.000 dinars (20.500 dòlars), aquells amb cases parcialment destruïdes rebent 50.000 dinars i els que van perdre. mobles o electrodomèstics que reben 20.000 dinars.
El 13 de setembre les autoritats van aconsellar evacuacions a la localitat de Tocra, a l'oest de Derna, després d'advertir que una presa de la zona estava en risc d'esfondrament.
L'agència de control de malalties líbia va informar el 15 de setembre que almenys 150 persones havien contret diarrea a Derna després de beure aigua contaminada, la qual cosa va fer que l'agència prohibís als residents afectats l'ús de fonts d'aigua locals. Posteriorment, les autoritats van dividir Derna en quatre seccions per crear amortidors en cas d'un brot de malaltia. El Ministeri de Salut de l'HoR va anunciar l'inici d'una campanya de vacunació a Derna que prioritza els nens, els treballadors de rescat i el personal mèdic. El 19 de setembre, prop de 60 treballadors locals de recuperació van ser hospitalitzats a causa de la diarrea i els vòmits.
El 17 de setembre, un autobús que transportava un equip d'ajuda humanitària grec a Derna va xocar amb un cotxe que transportava una família líbia a l'est de Bengasi. Tres membres de l'exèrcit hel·lènic i dos traductors del Ministeri d'Afers Exteriors grec a l'autobús, i tres passatgers de l'altre cotxe van morir. Altres dos ocupants del cotxe i vuit passatgers de l'autobús van resultar ferits.
El 18 de setembre, els habitants de Derna van protestar davant de la mesquita d'Al Sahaba de la ciutat i van denunciar l'HoR i la seva portaveu, Aguila Saleh. Alguns dels manifestants després van incendiar la residència de l'alcalde Ghaithi. Els manifestants també van demanar la caiguda de l'HoR, l'establiment d'una oficina de les Nacions Unides a la ciutat i una investigació de l'ajuntament i pressupostos passats. En resposta, el Govern d'Estabilitat Nacional va ordenar l'expulsió de tots els periodistes de Derna per suposadament obstaculitzar els esforços de rescat i va impedir que un equip de les Nacions Unides entrés a la ciutat. L'accés a Internet i telèfon es va tallar durant 36 hores. L'empresa estatal de telecomunicacions va dir que va ser causada per la ruptura de cables de fibra òptica per un possible sabotatge. Al voltant d'una dotzena de persones van ser arrestades, segons oficials de l'Exèrcit Nacional Libi.

#### Reaccions internacionals
Tunísia, Alemanya, Qatar, Iran, Malta, Turquia i els Emirats Àrabs Units van prometre ajuda humanitària a Líbia, mentre que el president egipci Abdel Fattah el-Sisi va dir que desplegaria contingents militars al país ar en coordinació amb les forces de l'est de Líbia per ajudar en les operacions de socors. També va declarar tres dies de dol nacional per les víctimes de les inundacions i les del terratrèmol del Marroc del 2023 el 8 de setembre. Una delegació militar encapçalada pel cap d'estat major de les forces armades , Osama Askar, va anar a l'est de Líbia el 12 de setembre per reunir-se amb Khalifa Haftar. La delegació incloïa 25 equips de rescat i tres avions militars que transportaven subministraments humanitaris. Els cossos de 84 egipcis que van ser assassinats a Derna van ser repatriats de Tobruk i enterrats el 13 de setembre. Després d'una petició del president del Consell Presidencial de Líbia, Mohamed al-Menfi, Algèria va enviar vuit avions Ilyushin Il-76 amb ajuda humanitària que incloïa subministraments d'aliments, equip mèdic, roba i tendes de campanya.
El 12 de setembre, Itàlia va activar els seus departaments de protecció civil, amb el ministre d'Afers Exteriors, Antonio Tajani, que va declarar que un equip d'avaluació estava en marxa, amb el vaixell de guerra San Marco que va arribar al port de Derna el 16 de setembre amb dos helicòpters de recerca i rescat, 100 tendes de campanya, 5.000 mantes, equipament sanitari, vuit bombes d'aigua i equips d'enginyeria. El govern italià va ampliar el seu estat d'"intervenció per a una emergència a l'estranger" durant sis mesos i va destinar cinc milions d'euros per donar suport a les operacions de socors a l'est de Líbia. Anne-Claire Legendre, portaveu del Ministeri d'Afers Exteriors de França, va anunciar que el país estava preparat per respondre a les peticions del govern de Líbia. El cap de política exterior de la UE, Josep Borrell, va dir que l'organització estava en espera per donar suport, mentre que la presidenta de la comissió, Ursula von der Leyen, va expressar el seu condol. Els estats membres Alemanya, Romania i Finlàndia van enviar ajut posteriorment. L'Organització Mundial de la Salut va enviar un enviament de 40 tones d'ajuda a Líbia. Les Nacions Unides van destinar 10 milions de dòlars per a l'ajut en cas de desastre.
El club líbi Al-Ahly Benghazi va demanar a la Confederació Africana de Futbol (CAF) que ajornés el seu pròxim partit de la Lliga de Campions d'Àfrica previst el 17 de setembre contra l'ASEC Mimosas d'ivori. Al-Hilal Benghazi també va demanar a la CAF que ajornés el seu proper partit de la Copa Confederació Africana programat el 15 de setembre contra el Rayon Sport de Ruanda, citant la situació "inadequada" creada per les inundacions. Posteriorment, la CAF va traslladar el partit d'Al-Ahly al 18 de setembre i el d'Al-Hilal al 23 de setembre. També va anunciar un moment de silenci per les víctimes de la tempesta, així com el del terratrèmol marroquí de 2023 per als partits posteriors.

### Efectes econòmics
La interrupció de les exportacions de petroli de Líbia a causa de la tempesta va contribuir a què el preu del cru Brent augmentés a 92,38 dòlars el barril el 12 de setembre, el preu més alt registrat des del novembre de 2022.
A Grècia, els efectes de la tempesta Daniel, combinats amb els pitjors incendis forestals del país a principis d'estiu, van impulsar el primer ministre Kyriakos Mitsotakis a prometre una rebaixa del 10 per cent de l'impost sobre la propietat per als propietaris que assegurin la seva propietat contra desastres naturals i considerés fer obligatòria l'assegurança de calamitats.

### Efectes sobre la migració
La setmana següent a la tempesta més de 120 vaixells que transportaven al voltant de 7.000 migrants i refugiats procedents d'Àfrica van arribar a l'illa italiana de Lampedusa en 24 hores, multiplicant per 15 el volum gestionat pel centre local d'acollida de migracions i fent que els migrants superin la població autòctona de l'illa. L'augment es va atribuir en part a la tempesta Daniel, ja que els traficants de persones van aturar les operacions durant diversos dies durant el seu atac, creant així un coll d'ampolla per a aquells encallats a països del nord d'Àfrica com Tunísia.